# ایستگاه راه‌آهن بترسی پارک
ایستگاه راه‌آهن بترسی پارک (انگلیسی: Battersea Park railway station) یک ایستگاه راه‌آهن در شهر لندن، انگلستان است.
این ایستگاه که در ناحیه بترسی قرار دارد در سال ۱۸۶۷ میلادی تأسیس شده و جزئی از خط جنوب متروی زمینی لندن و خط اصلی برایتون راه‌آهن انگلستان است.